# سفارة الفلبين في السويد
سفارة الفلبين في السويد هي أرفع تمثيل دبلوماسي لدولة الفلبين لدى السويد. تقع السفارة في ستوكهولم وهي تهدف لتعزيز المصالح الفلبينية في السويد.

## وصلات خارجية
- قائمة سفارات الفلبين
- قائمة السفارات في السويد